# 臭化メチルトリフェニルホスホニウム
臭化メチルトリフェニルホスホニウム（しゅうかメチルトリフェニルホスホニウム、英: Methyltriphenylphosphonium bromide）は、化学式[(C6H5)3PCH3]Brで表される第四級ホスホニウム塩である。
メチルトリフェニルホスホニウムカチオンと臭化物アニオンから構成される白色固体であり、極性有機溶媒に可溶である。  

## 合成と反応
本化合物はトリフェニルホスフィンとブロモメタンが反応することで合成される。
Ph3P + CH3Br → Ph3PCH3Br
また、この化合物は有用なメチレン化試薬であるメチレントリフェニルホスホランの主原料である。この変換は、臭化メチルトリフェニルホスホニウムを強塩基で処理することにより進行する。
Ph3PCH3Br  +  BuLi  →  Ph3PCH2  +  LiBr  +  BuH